# Valle di Pewsey
La valle di Pewsey (in inglese Vale of Pewsey) è una delle valli della contea del Wiltshire nel Sud Ovest dell'Inghilterra, Regno Unito. La sua parrocchia civile più importante e che le da il nome è Pewsey.

## Storia

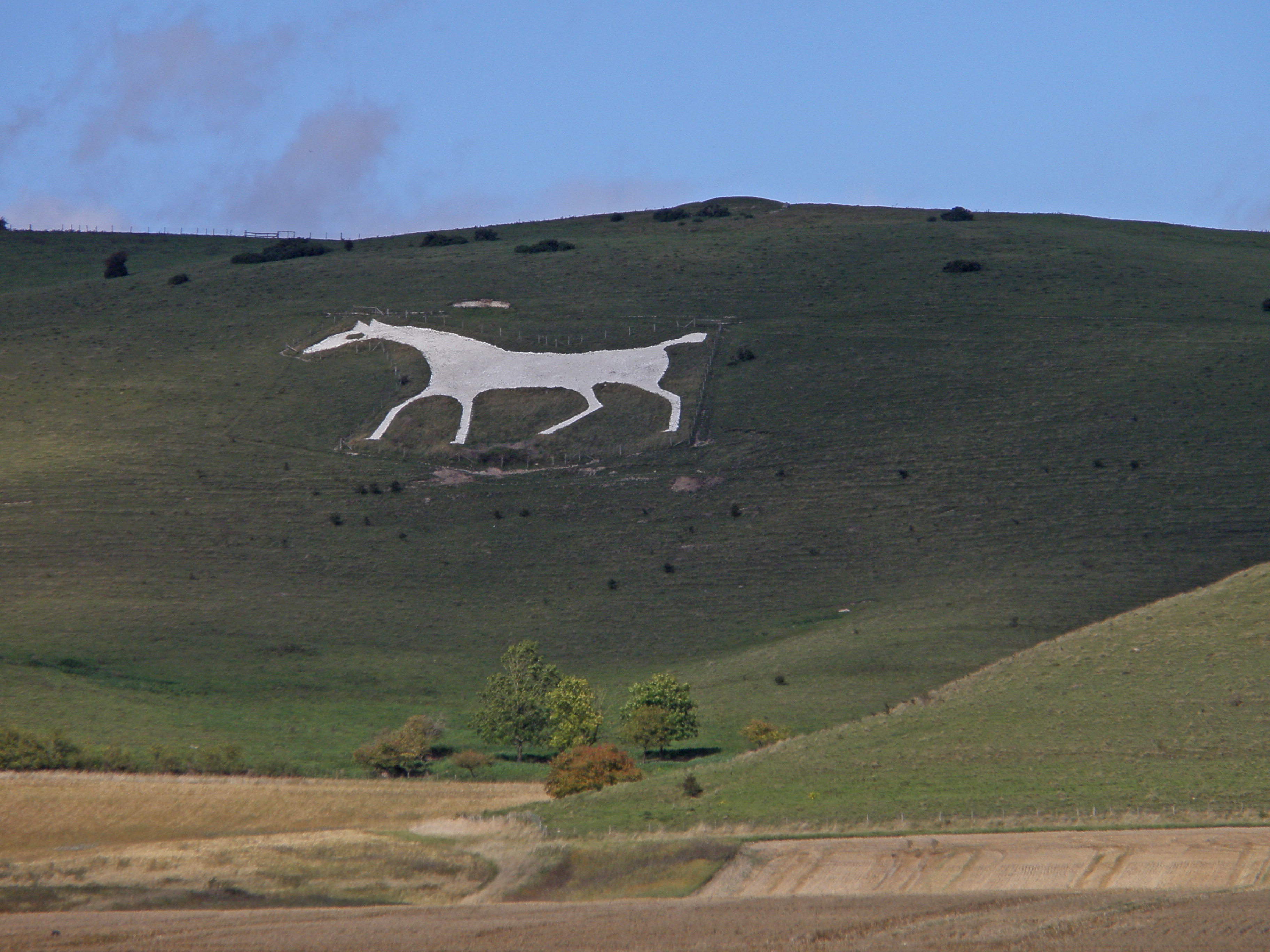
Il cavallo bianco di Alton Barnes

Vi sono evidenze di insediamenti preistorici nel territorio della valle, in particolare vi sono forti collinari dell'età del ferro che sono tra i siti archeologici più visitati del paese. Alcune fonti parlano di insediamenti risalenti addirittura al 3000 a.C. In particolare è nota la fortezza di Barbury, che probabilmente è stata costruita intorno al 700 a.C. e probabilmente è stata utilizzata ininterrottamente fino all'invasione romana a metà del I secolo d.C. Un'indagine geofisica condotta dall'English Heritage nel 1998 indica che probabilmente una parte della struttura era impiegata per lo stoccaggio del grano. Molte aree hanno subito alcuni danni negli anni quaranta del XX secolo a causa delle attività delle truppe statunitensi che erano di stanza nel vicino aeroporto di Wroughton durante la seconda guerra mondiale e usavano Barbury come campo di addestramento. Gli ingressi originali del forte collinare furono purtroppo ampliati dalle truppe americane per far entrare i loro camion all'interno. Un rilievo disegnato nel 1884 dal generale Augustus Pitt Rivers, il primo ispettore dei monumenti antichi, ci è utile per mostrare come probabilmente sono stati in origine.

## Descrizione
Il territorio ha un'altitudine media sul livello del mare di circa 118 metri. La valle inizia dal confine orientale della contea e si estende fino a Devizes a ovest, delimitata da colline e pianure a nord e a sud. Viene attraversata dal canale Kennet e Avon che collega centri di interesse come Wilton Windmill, Crofton Beam Engines, il villaggio di Pewsey con il suo molo e le sculture del cavallo bianco a Pewsey e Alton Barnes. La fortezza di Barbury si trova tra Wroughton e Swindon. È la più sviluppata delle fortezze collinari di Ridgeway, con doppi bastioni sul lato sud e tripli sul lato nord. In alcuni punti le rive o i bastioni sono alti più di 3 metri e nell'età del ferro sarebbero stati sormontati da palizzate di legno e torri difensive. Situata a 262 metri sopra il livello del mare, Barbury fu costruita sul punto più alto dell'area locale, una posizione difensiva vantaggiosa con viste dominanti sui paesaggi sottostanti. Pewsey è un punto di riferimento per gli appassionati di cerchi nel grano.
La valle di Pewsey ospita il carnevale più antico del Wiltshire.

## Geografia antropica

### Suddivisioni amministrative
Nella valle di Pewsey sono presenti molti centri e parrocchie civili come: Alton, Buttermere, Burbage, Charlton, Chute, Chute Forest, Collingbourne Ducis, Collingbourne Kingston, Easton, Enford, Everleigh, Fittleton, Froxfield, Grafton, Great Bedwyn, Ham, Huish, Little Bedwyn, Manningford, Milton Lilbourne, Netheravon, North Newnton, Pewsey, Rushall, Shalbourne, Tidcombe and Fosbury, Upavon, Wilcot, Wilsford, Woodborough e Wootton Rivers.